# Repenti
Pour les articles homonymes, voir Repenti (homonymie).
Un repenti est un criminel ou délinquant qui accepte de collaborer avec la justice, c'est-à-dire révéler des informations ou témoigner contre ses anciens complices par exemple. Les pratiques et réglementations accordent parfois des réductions de peine et une protection contre les représailles au bénéfice des repentis.

## Origine
La législation italienne a créé dans les années 1980 le statut de « collaborateur de justice » (appellation officielle du « repenti », pentito) dans les domaines (parfois imbriqués) du terrorisme, du trafic de stupéfiants et des activités mafieuses (Cosa Nostra, 'Ndrangheta, Camorra). Les personnes qui acceptent de briser l'omertà ou d'une façon plus générale de révéler des informations cachées pour les livrer à la police, bénéficient, en échange, d'une protection et d'une remise de peine. Certains pentiti (« repentis ») ayant tenté d'échapper à la justice en livrant de faux aveux, cette législation est devenue depuis 2001 d'un usage plus restrictif.

## Histoire

### Belgique
Une loi sur les repentis est créée en 2018 afin d'aider l’enquête sur les tueries du Brabant. Elle est utilisée pour la première fois le 25 novembre 2021 dans le cadre du footbelgate. Elle sert également en 2022 dans le cadre du Qatargate.

### France
En France, la loi Perben II du 9 mars 2004 dispose que toute personne qui prévient la Justice alors qu'elle s'apprêtait à commettre un crime ou un délit (relevant du terrorisme, de la criminalité organisée ou du trafic de stupéfiants) sera exemptée de peine ou condamnée à une sanction moindre que celle encourue. Dès lors que le témoignage recueilli permet aux enquêteurs d'identifier d'éventuels complices, voire de démanteler des réseaux criminels, la personne peut demander à bénéficier d'une identité d'emprunt afin de se protéger contre d'éventuelles représailles. Un décret d'application institue une « Commission nationale de protection et de réinsertion » placée auprès du ministère de l'Intérieur. C'est elle qui délivre le statut de collaborateur de justice et décide du niveau de protection. Elle définit les mesures de réinsertion nécessaires, avec un soutien matériel du repenti, de sa famille et de ses proches sous forme de déménagement ou de prêts bancaires. Les repentis sont gérés par le Service interministériel d'assistance technique (SIAT) chargé de créer les identités d'emprunt, appelées « légendes ». Le budget de l'institution est pris sur le montant des saisies des avoirs criminels.
En février 2018, Bruno Sturlese, président de la Commission nationale de protection et de réinsertion des repentis depuis un an, écrit à la ministre de la Justice et au ministre de l'Intérieur pour dénoncer les insuffisances et les obscurités du régime français des repentis. Seules deux personnes, impliquées dans les dossiers corses, ont été déclarées recevables à ce statut depuis sa création.
En février 2024, Marc Sommerer, président de la CNPR, dévoile les chiffres récents en audition devant la commission d'enquête du Sénat sur le narcotrafic. Le nombre de programmes de protection approuvés a été de 3 en 2021, 2 en 2022, et 5 en 2023. Avec un total de 18 programmes, 42 personnes sont placées sous protection.

### Autres pays
Les États-Unis, l'Allemagne et l'Autriche ont mis en place des systèmes similaires.